# Barschwand

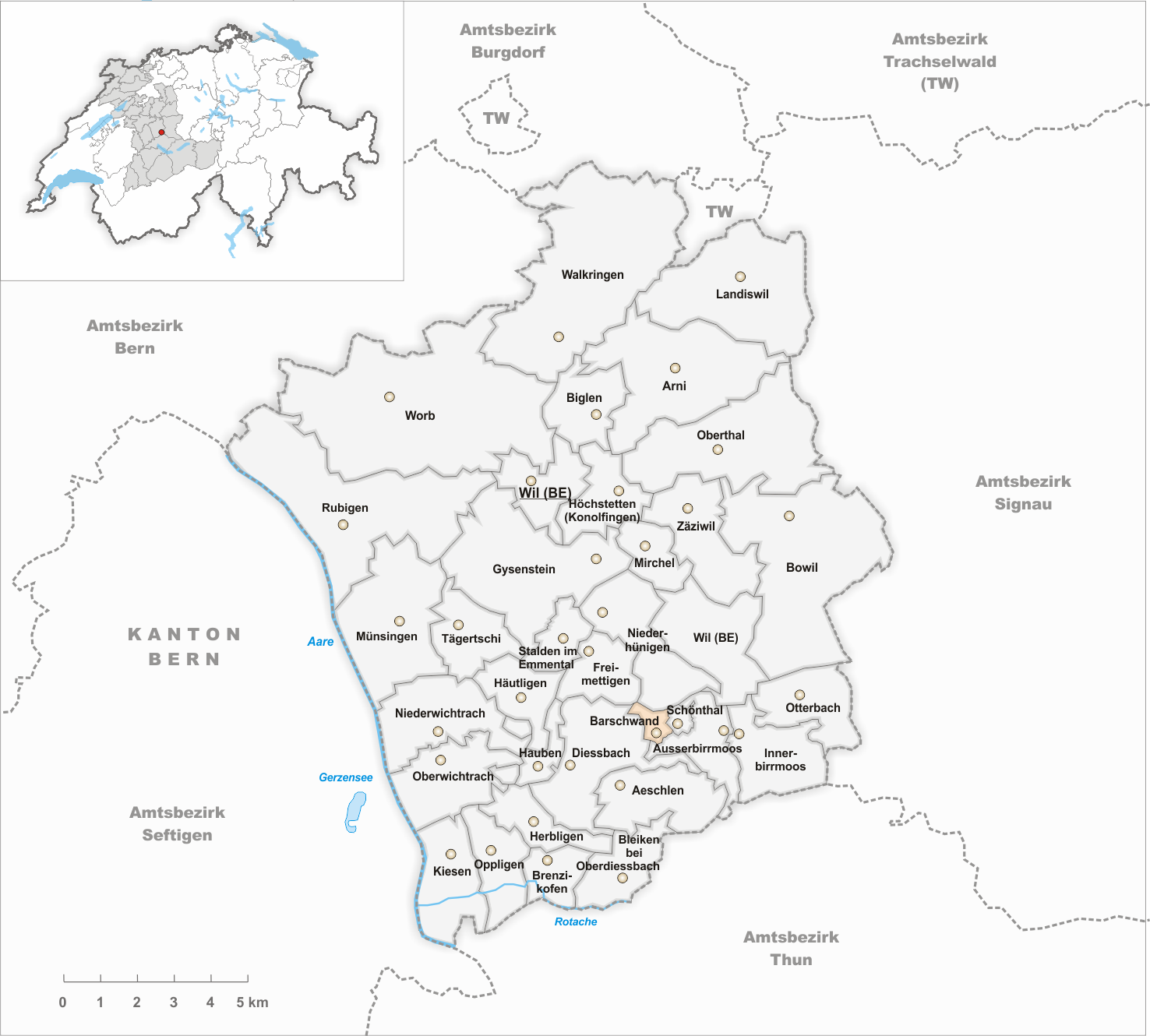
Gemeindestand vor der Fusion am 1. Januar 1888

Barschwand ist eine Ortschaft in der Gemeinde Linden im Schweizer Kanton Bern. Am 1. Januar 1888 wurde die vormals selbständige Gemeinde mit Schönthal zur Gemeinde Ausserbirrmoos fusioniert.

## Geschichte
Die Höfe Barschwand gehörten mit dem westlichen Kurzenberg zur Herrschaft Diessbach (ab 1798 helvetischer Distrikt Steffisburg, ab 1803 Oberamt bzw. seit 1831 Amtsbezirk Konolfingen) und zur Kirchgemeinde Oberdiessbach. Die Zwerg-Gütergemeinde mit eigenen Allmenden hatte Weiderechte in der Birrmoosallmend und mit dem Kurzenberg Holznutzungsrechte im bernisch-obrigkeitlichen Toppwald. 1834 konstituierte sich Barschwand als Einwohnergemeinde. Ihrer zu geringen Grösse wegen wurde diese 1887 mit ihrer Nachbargemeinde Schönthal zur Gemeinde Ausserbirrmoos vereinigt und ist seit 1945 Teil der Gemeinde Linden.

## Bevölkerung
| Jahr      | 1764 | 1880 |
| Einwohner | 90   | 77   |